# أنماري ساندرز
أنّماري ساندرز (بالهولندية: Annemarie Sanders)‏ هي فارسة سباق هولندية، ولدت في 3 أبريل 1958 في Koog aan de Zaan ‏ في هولندا.

## وصلات خارجية
- أنماري ساندرز على موقع اللجنة الأولمبية الدولية (الإنجليزية)
- أنماري ساندرز على موقع أوليمبيديا (الإنجليزية)